# 후타바정
후타바정(일본어: 双葉町 후타바마치[*])은 일본의 후쿠시마현 하마도리 중앙에 위치한 정이다. 1896년 이전에는 시네하군에, 1896년 이후에는 후타바군에 속해 있다.

## 개요
원래는 신잔정(新山町)과 나가쓰카촌(長塚村)이었지만, 이 둘이 1951년에 합병하여 시네하정(標葉町)이 되었고, 시네하정이 1956년에 개명하여 후타바정이 되었다.
도쿄 전력의 후쿠시마 제1 원자력 발전소 5호기와 6호기가 입지하고 있다. 2011년 3월 12일 후쿠시마 제1 원자력 발전소 사고로 인해 2019년 4월 기준으로 공사 인부만 제외하고 일반 주민은 여전히 출입금지 구역으로 남아 있는 상태이다. 2020년 3월 기준으로도 북동부와 후타바역 주변의 각각 일부를 제외한 거의 전역이 일본 정부가 지정한 '귀환 곤란 구역'이 되어 있다.
현재는 일반 주민을 제외한 제염·복구공사 관계자 이외의 출입이 가능하며, 이 때문에 2021년 기준으로 일본에서 전역이 사람이 살 수 없는 유일한 정이다.
2020년 주민 의향 조사에서는 응답자의 62.1%가 후타바정으로 돌아가지 않기로 결정했다고 응답했으며 이유 중 가장 많은 부분은 대피처에서 자택을 구입·건축하고 장래에도 지속적으로 거주할 예정이기 때문이었다. 그러나 돌아가고 싶다는 응답은 10.8%에 불과했다. 대부분의 주민이 대피처에서 새로운 생활 터전을 마련하고 있지만 주민표를 옮기지 않아 주민세 감면 등의 지원을 받고 있다.

## 지리
하마도리 지방 중부에 위치하고 태평양과 접한다. 눈이 거의 내리지 않는 기후이며 온난한 기후를 이용하여 카네이션 재배가 주력 산업이었다.

## 역사
과거 후타바정은 소메하 쿠니노미야쓰코 (染羽国造)의 영토였다. 이 소메하 쿠니노미야쓰코의 영토는 율령제 하에서 무쓰국 시네하군 (標葉郡. "시메하군"이라고도 한다)으로 대체했다.
가마쿠라 시대에는 시네하씨의 통치에 들어갔고 시네하씨의 통치 하에서는 신잔(新山)으로 불렸고, 그 거성으로 신잔성이 건설되었다.
센고쿠 시대인 1492년에 시네하씨는 북쪽 옆의 소마씨에 패배하여 그때부터 보신 전쟁이 종결되는 1868년까지 소마씨의 통치에 들어갔다. 소마씨의 통치 하에서는 나가쓰카(長塚)로 불렸으며 바닷가 가도의 역참 마을이었다. 보신 전쟁 이후 1898년에 조반선이 개통했고 현재의 후타바역은 "나가쓰카역"으로 개업했다.
보신 전쟁 후의 연표
- 1871년 8월 29일 - 폐번치현으로 나카무라현(中村県)에 속하게 되었다.
- 1872년 1월 9일 - 나카무라현과 다이라현이 합병하여 이와사키현(磐前県)에 속하게 되었다.
- 1876년 8월 21일 - 이와사키현이 후쿠시마현, 와카마쓰현과 합병하여 후쿠시마현에 속하게 되었다.
- 1889년 - 정촌제 시행으로 시네하군 신잔촌, 나가쓰카촌이 탄생하였다.
- 1896년 4월 1일 - 시네하군이 나라하군과 합병해 후타바군이 되었다.
- 1898년 8월 23일 - 조반선 나가쓰카역(현 후타바역)이 개업하였다.
- 1913년 2월 1일 - 신잔촌이 정으로 승격해 신잔정이 되었다.
- 1951년 4월 1일 - 신잔정, 나가쓰카촌이 합병해 시네하정이 탄생하였다.
- 1956년 4월 1일 - 시네하정에서 후타바정으로 개칭하였다.
- 2011년 3월 12일 - 후쿠시마 제1 원자력 발전소 사고가 발생했다. 대부분의 주민들이 사이타마 슈퍼 아레나로 이주했다가 현재는 가조시의 기사이 고등학교(폐교)로 이주했다.
- 2020년 3월 4일 - 피난 지시 해제 준비구역 및 후타바역 주변의 귀환 곤란 지역에 피난 지시가 해제되었다. (귀환 곤란 지역의 해제는 이번이 처음이다.)

## 인구
| 연도 | 인구  | ±%      |
| ---- | ----- | ------- |
| 1960 | 7,836 | —       |
| 1970 | 7,434 | −5.1%   |
| 1980 | 8,017 | +7.8%   |
| 1990 | 8,182 | +2.1%   |
| 2000 | 7,645 | −6.6%   |
| 2010 | 6,932 | −9.3%   |
| 2015 | 0     | −100.0% |
| 2020 | 0     | 0.00%   |

## 교통

### 철도
- 동일본 여객철도 조반선
  - 후타바역

### 도로
- 국도 6호선
- 국도 288호선(일본어판)

## 같이 보기
- 오쿠마정
- 가조시
- 소마 나카무라번
- 후쿠시마 제1 원자력 발전소 사고